# 米拉多爾山

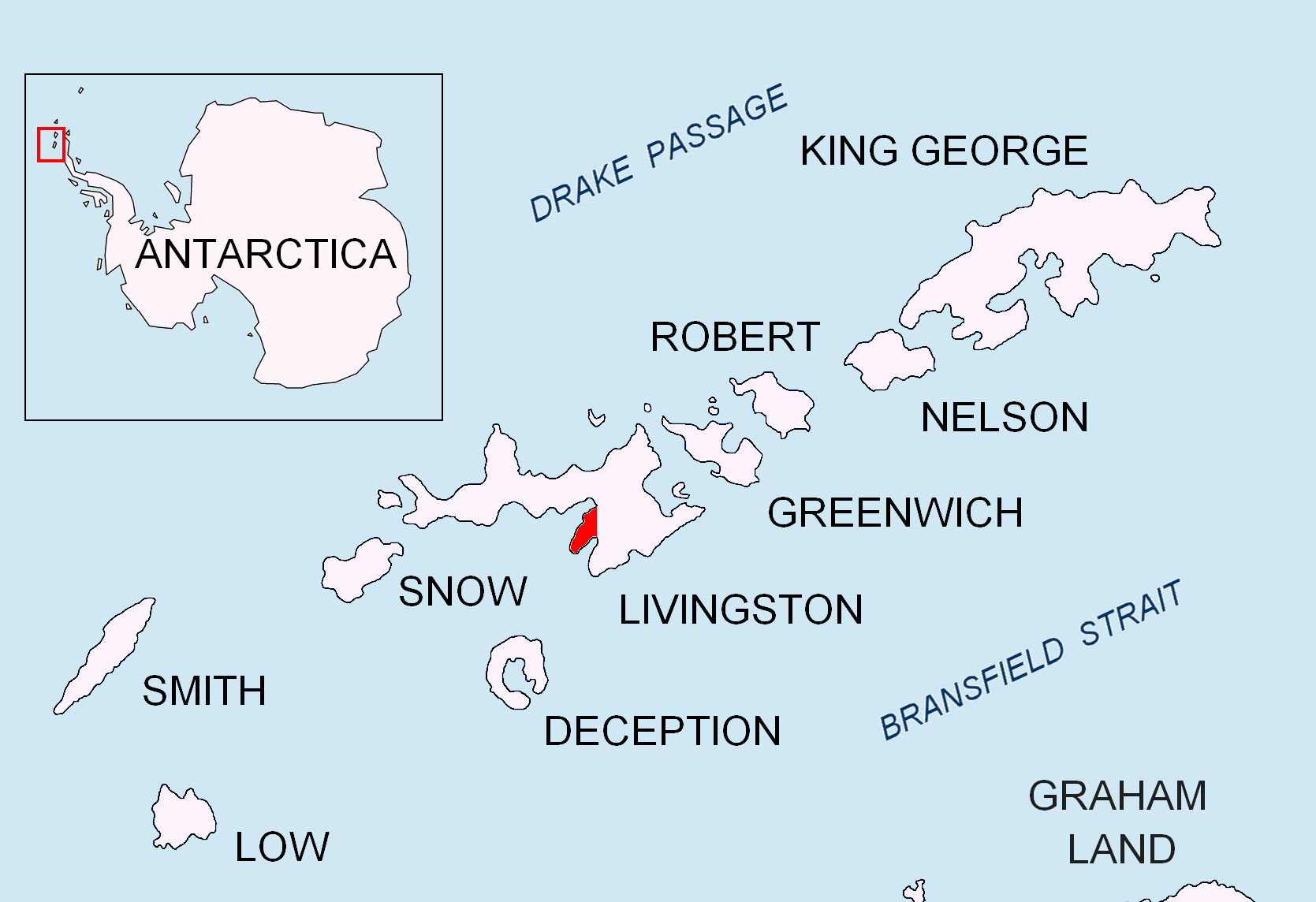

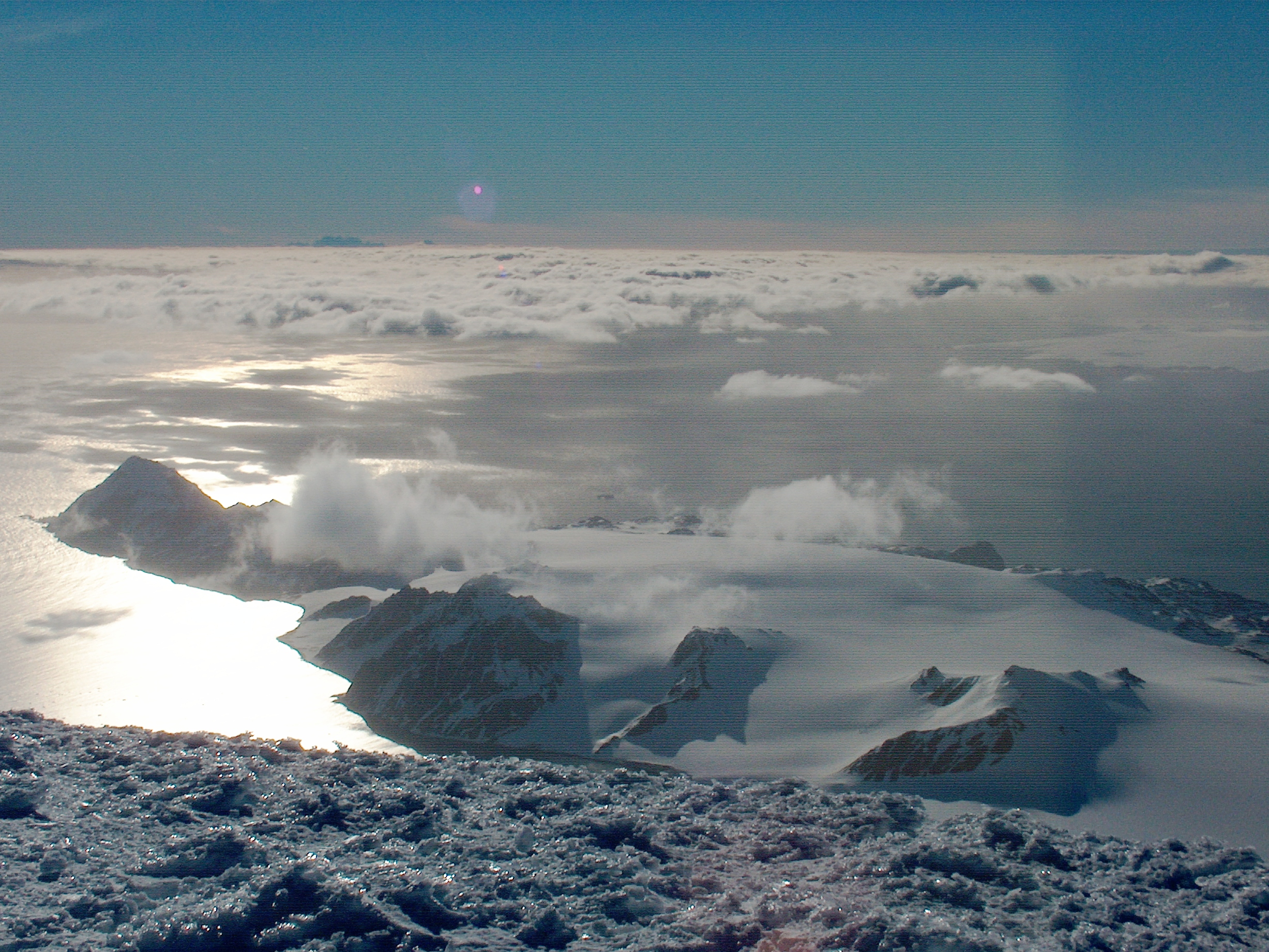

米拉多爾山（英語：Mirador Hill）是南極洲的山峰，位於南設得蘭群島中利文斯頓島的赫德半島，海拔高度307米，處於內皮爾峰西南面1.35公里和穆爾斯峰東北面0.88公里。

## 外部連結
- SCAR Composite Gazetteer of Antarctica（页面存档备份，存于）.

62°40′53.4″S 60°20′23″W / 62.681500°S 60.33972°W